# Czapla purpurowa
Czapla purpurowa (Ardea purpurea) – gatunek dużego ptaka brodzącego z rodziny czaplowatych (Ardeidae), zamieszkujący Eurazję i Afrykę. Nie jest zagrożony.

## Podgatunki i zasięg występowania
Czapla purpurowa zamieszkuje w zależności od podgatunku:
- Ardea purpurea purpurea – Europa zachodnia i południowa aż do Azji Środkowej, Bliski Wschód, północny skraj Afryki oraz Afryka Subsaharyjska. Północna część populacji wędrowna, zimuje głównie w Afryce Subsaharyjskiej.

W Polsce gnieździła się skrajnie nielicznie (1–3 pary, czasami więcej) i nieregularnie, przede wszystkim w dolinie Baryczy (Stawy Milickie), a także w dolinie górnej Wisły (stawy w Spytkowicach, Zbiornik Goczałkowicki); pojedyncze pary stwierdzano też na kilku innych stanowiskach w południowej i środkowej części kraju. Ostatni pewny lęg odnotowano w 2009 roku na stawach Przeręb (woj. małopolskie). Polskie stanowiska leżały na północnych skrajach areału lęgowego czapli purpurowej.
- Ardea purpurea madagascariensis – Madagaskar.
- Ardea purpurea manilensis – Azja południowa, wschodnia i południowo-wschodnia aż po Filipiny i Indonezję.
- Ardea purpurea bournei – Wyspy Zielonego Przylądka.

## Charakterystyka
Cechy gatunkuWierzch ciemnopopielaty z rdzawym nalotem, spód ciemnordzawy. Długie pióra na barkówkach są na końcach czerwonobrązowe. Ciemnoszare lotki i sterówki. Szyja rdzawokasztanowa, z ciemnymi pasami i białym przodem, przechodzącym w białą plamę na podgardlu. Głowa rdzawa z ciemnym czubem. Na lęgowiska wraca parami. Przyszli rodzice razem też budują gniazdo, wysiadują jaja, wychowują potomstwo. Mniejsza od czapli siwej. W locie czapla purpurowa różni się też od swojej kuzynki ciemniejszym zabarwieniem, mniej zaokrąglonymi skrzydłami i wznosi się wyżej. Odzywa się mniej chrapliwym „kreek”, a z gniazda dochodzi powtarzające się „korr”.
Wymiary średniedługość ciała ok. 70–90 cm 
rozpiętość skrzydeł ok. 120–138 cm
masa ciała ok. 600–1400 g

## Ekologia

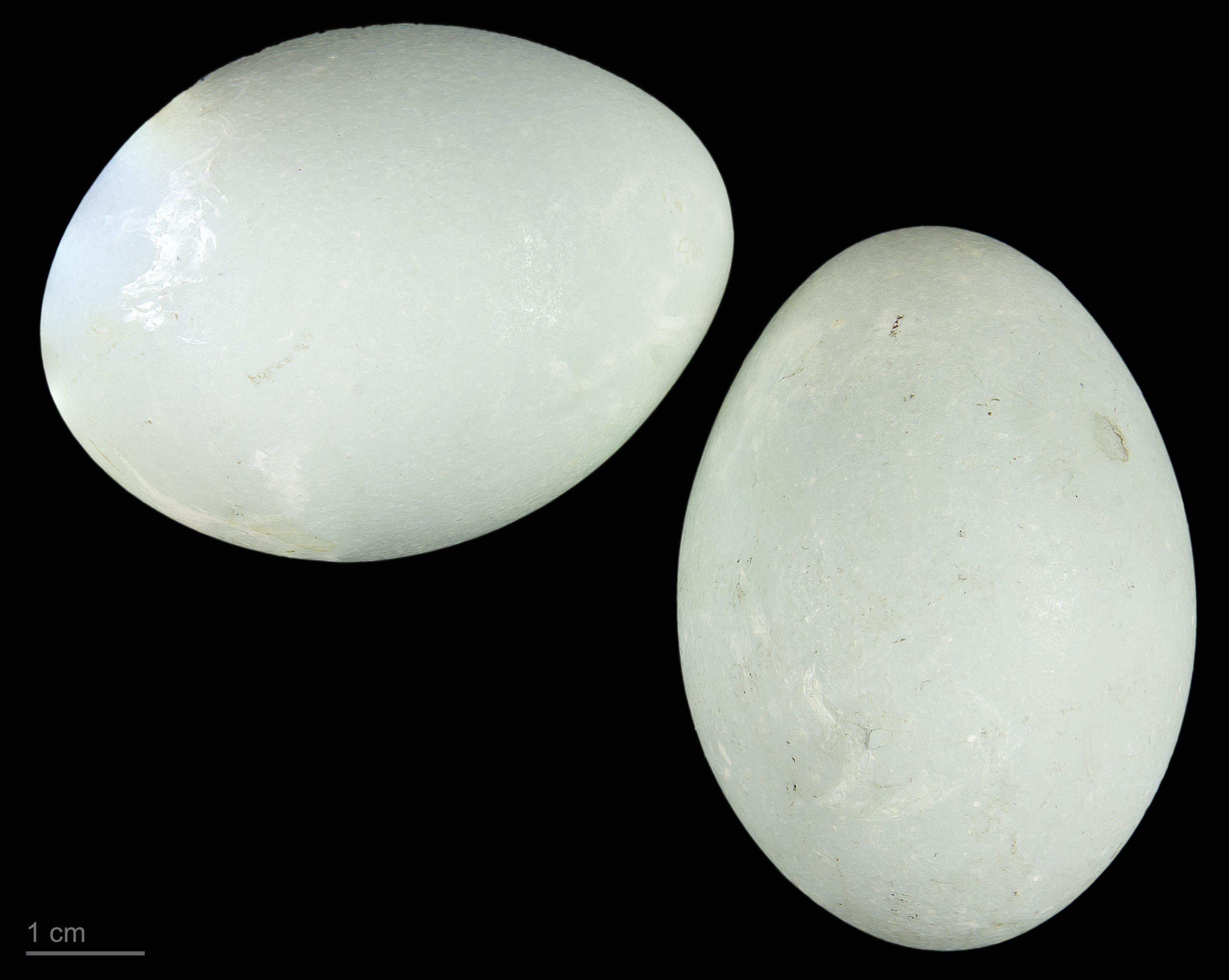
Jaja z kolekcji muzealnej

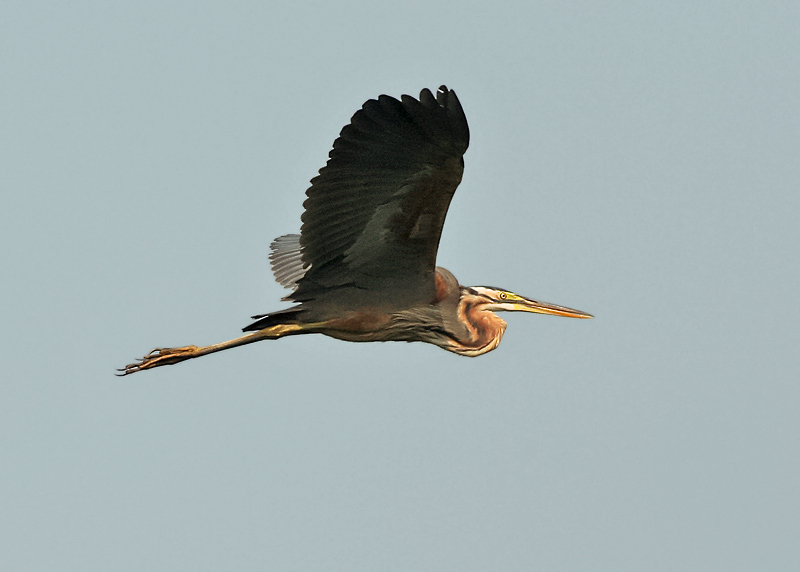
Czapla purpurowa w locie

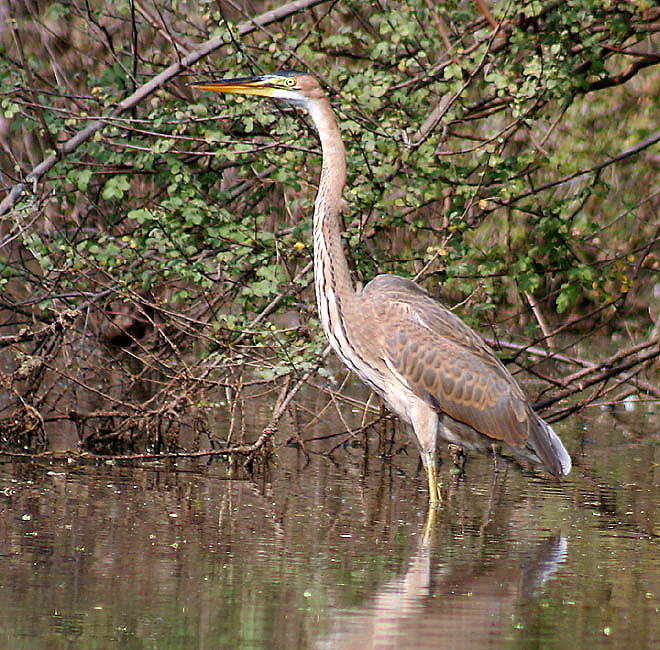
Młoda czapla purpurowa

BiotopBagna, brzegi rzek i jezior, zarośla mangrowe o zarośniętych brzegach.
GniazdoWśród gęstwiny trzcin i pałki wodnej, pojedynczo lub w małych koloniach. Gniazda zbudowane są z nieporządnie poukładanych wiech trzcin, opartych o połamane zeszłoroczne trzciny. Zdarza jej się gnieździć nawet na drzewach lub w wiklinie.
JajaW ciągu roku wyprowadza jeden lęg, składając w kwietniu – październiku 3 do 8 bladych, zielononiebieskich jaj.
WysiadywanieJaja wysiadywane są przez okres ok. 26 dni przez obydwoje rodziców. Sam wylęg może trwać 3–11 dni. Rodzice przynoszą młodym w przełyku ryby, drobne ssaki, płazy, gady i bezkręgowce. Mając 3 tygodnie zaczynają kręcić się wokół gniazda, wydeptując labirynty ścieżek i miejsca na odpoczynek. Takie wędrówki w trzcinach ułatwiają długie palce chwytające się połamanych pędów. Pisklęta usamodzielniają się po 45–50 dniach rozchodząc po okolicy, po pierzeniu. Młode są jaśniejsze o czerwonobrązowych grzbietach, ale ubarwienie głowy mają mniej jaskrawe.
PożywienieZwierzęta wodne, na które czatuje nieruchomo, a następnie błyskawicznie atakuje lub ostrożnie skrada się do zdobyczy.

## Status i ochrona
Międzynarodowa Unia Ochrony Przyrody (IUCN) uznaje czaplę purpurową za gatunek najmniejszej troski (LC – Least Concern) nieprzerwanie od 1988 roku. W 2015 roku liczebność światowej populacji, według szacunków organizacji Wetlands International, mieściła się w przedziale około 270–570 tysięcy osobników. Globalny trend liczebności populacji uznawany jest za spadkowy.
W Polsce objęta ochroną gatunkową ścisłą, dodatkowo obowiązuje zakaz fotografowania, filmowania lub obserwacji, mogących powodować ich płoszenie lub niepokojenie. Na Czerwonej liście ptaków Polski została sklasyfikowana jako gatunek wymarły regionalnie (RE). Głównym zagrożeniem dla tego gatunku jest niszczenie siedlisk.